# Metacrias erichrysa
Metacrias erichrysa là một loài bướm đêm thuộc phân họ Arctiinae, họ Erebidae. Nó được tìm thấy ở New Zealand, ở đó nó được tìm thấy ở the khu vực núi phía tây của Đảo Nam và vùng núi của nửa thấp hơn ở Đảo Bắc.
Ấu trùng ăn Senecio bellidioides.